# قائمة الاختصاصات الجنائية
قائمة الكفاءات الجنائية هي قائمة بأنواع الكفاءات المختلفة المتعلقة بالمتهم في القانون الجنائي بالولايات المتحدة. القانون في الولايات المتحدة مشبع بقضايا الكفاءة، إذ لا يجوز للدولة محاكمة شخص غير كفء بتهم جنائية. بإصراره على هذا الشرط، ينطلق القانون من مبدأ أن المجتمع لا يعترف إلا بأفعال فرد مستقل. هذه قائمة بأهم الكفاءات التي يجب تقييمها (في حال إثارة مسألة عدم الكفاءة) للمضي قدمًا في الإجراءات.

## الكفاءات الجنائية
- الأهلية للموافقة على التفتيش أو الضبط - التعديل الرابع ( ماب ضد أوهايو، كاتز ضد الولايات المتحدة، فلوريدا ضد رودريجيز).
- الأهلية للمحاكمة - (داسكي ضد الولايات المتحدة).
- الأهلية للتنازل عن حق الأهلية - (الولايات المتحدة ضد مورين).
- الأهلية للاعتراف - (براون ضد ميسيسيبي، ميراندا ضد أريزونا، كولورادو ضد كونلي).
- الأهلية للإقرار بالذنب - (سيلينج ضد إيمان، جودينيز ضد موران).
- أهلية التنازل عن الحق في الاستعانة بمحام - (غودينيز ضد موران، مكاسكل ضد ويغينز، فاريتا ضد كاليفورنيا).
- الأهلية لرفض دفاع الجنون - (قضية فرينداك ضد الولايات المتحدة).
- الكفاءة للشهادة.
  - المتطلبات القانونية لأهلية الإدلاء بالشهادة - القواعد الفيدرالية للأدلة، القاعدة 601.
  - تقييم مصداقية الشهود - القواعد الفيدرالية للأدلة، القاعدة 508.
- الأهلية للحكم والتنفيذ - (سادلر ضد الولايات المتحدة).
  - الكفاءة في إجراءات النطق بالحكم (تشافيز ضد الولايات المتحدة).
  - الأهلية للسجن أو الإعدام - (فورد ضد واينرايت، بينري ضد لينو، بانيتي ضد كوارترمان).
- الأهلية لرفض العلاج - (بيري ضد لويزيانا).

## الحواشي
1. ↑  Melton، Gary (1997). Psychological Evaluations for the Courts: A Handbook for Mental Health Professionals and Lawyers (ط. 2nd). New York: The Guilford Press. ص. 119–185. ISBN:1-57230-236-4.